# 奈留島

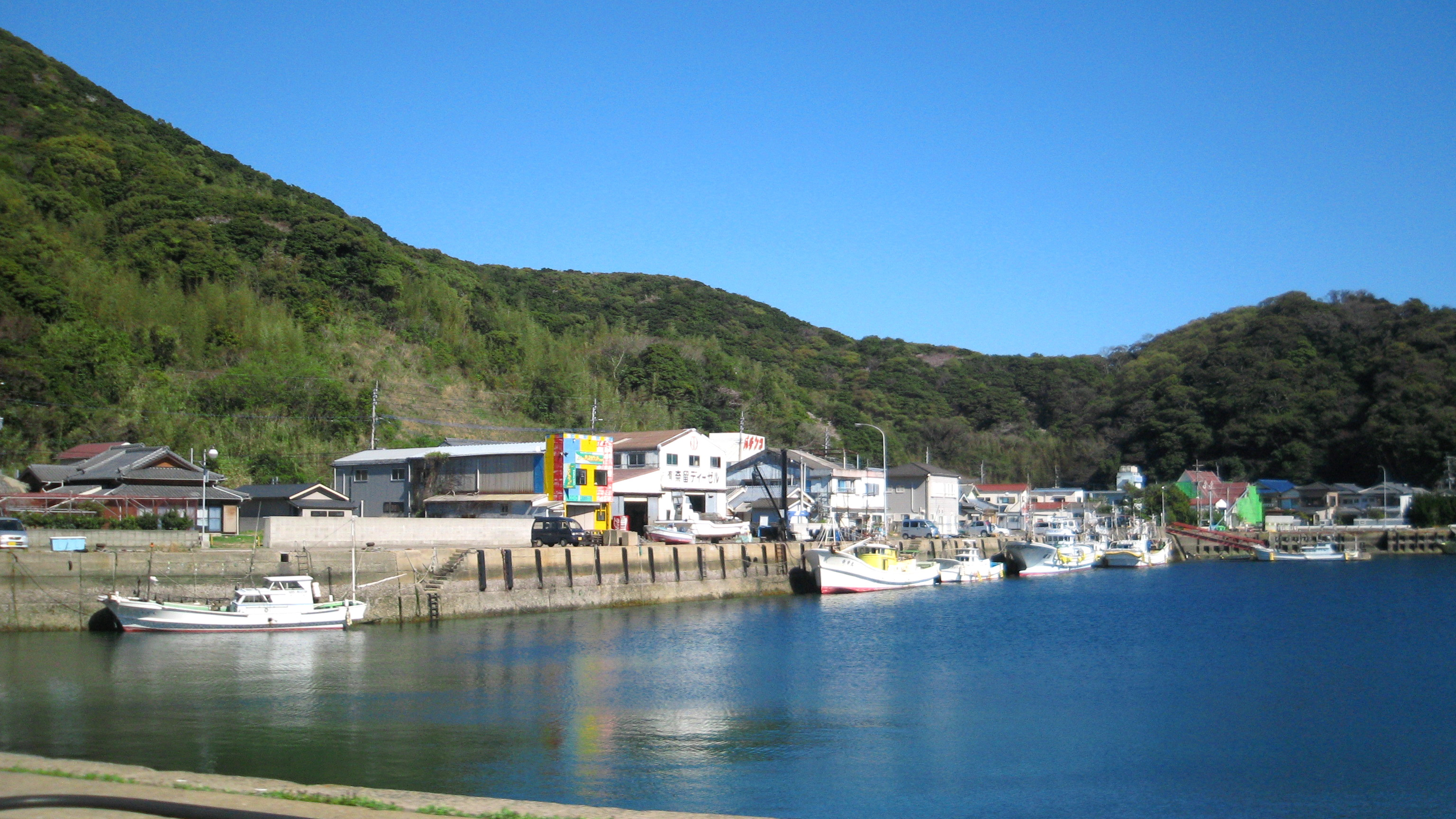
奈留港

奈留島（なるしま）は、長崎県の西に浮かぶ五島列島を構成する島の一つである。五島列島内では久賀島と若松島の間にあり、全島域が長崎県五島市（旧：南松浦郡奈留町）に属する。

## 概要
- 面積 - 約23.82 km2
- 人口 - 2,776人（2010年国勢調査確定値）[1]

## 地理
五島列島のほぼ中央に位置し、海岸線が複雑に入り組み、天然の良港を形成している。長崎県佐世保市の九州本土から平戸島（平戸市）、五島列島にかけて指定されている西海国立公園だが、奈留島で同公園に指定されている地域はない。

## 交通

### 海路

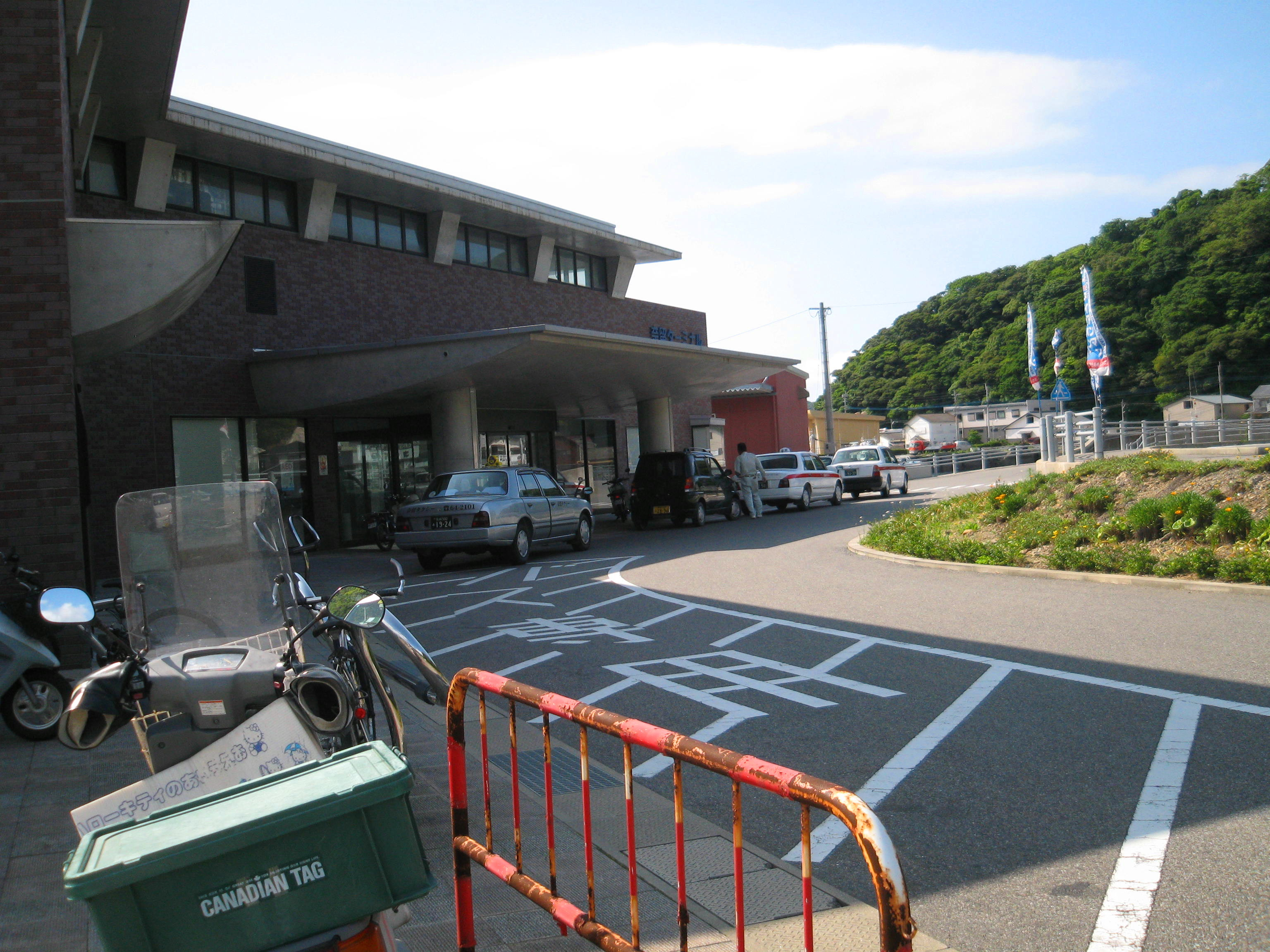
奈留港ターミナル

長崎港（長崎市）からフェリー、福江港（五島市福江島）からフェリーと高速船が運航されているほか、博多港（福岡市）からのフェリーもある。福江～奈留島間の所要時間はフェリーで40～45分、高速船で30分。
- 長崎 → 福江 → 奈留島 → 奈良尾（新上五島町中通島）→ 長崎（九州商船フェリー）
  - 1日1便
- 福江 - 奈留島 - 若松（新上五島町若松島）（五島旅客船フェリー）
  - 1日3往復（福江行き始発便と福江発最終便は福江～奈留島間のみ）
- 福江 - 奈留島 - 土井ノ浦（若松島） - 郷ノ首（中通島）（五島旅客船高速船・奈留島折り返しの便もあり）
  - （福江発）1日2便、（奈留島発）1日3便
- 博多 → 奈留島 → 福江（野母商船フェリー・博多～福江航路の下り便のみ寄港）
  - 1日1便

### 空路
島内に空港はない。最寄りの福江空港までは船で移動する。

### 島内交通
丸濱産業タクシー

## 歴史
日明貿易が行われた15世紀から16世紀半ばには、奈留島は遣明船の最後の寄港地として重要な場所となっていた。奈留神社では副使が宮司のもとに宿泊し、航海の無事を祈る祈祷が行われる慣習があった。
奈留島を含む五島におけるキリスト教の伝来は、1566年（永禄9年）にルイス・デ・アルメイダによって布教されたが、1612年（慶長17年）の禁教令により一度断絶する。1797年（寛政9年）に西彼杵半島の三重村樫山から長吉・正吉・北平という三名の隠れキリシタンが移住し、その後に多くのものが続き、密かに信仰が持ち込まれた。1881年（明治14年）にフランス人司祭のオーギュスト・ブレル神父が江上集落で洗礼を授けカトリックに復帰させたが、その後も隠れキリシタンの信仰を継承した人々もおり、昭和40～50年代まで信仰を維持してきたとされる。1989年（平成元年）に刊行された『長崎の教会』（聖母の騎士社）では「奈留島の人口3500人のうち約6割が隠れキリシタン（の子孫）」としている。

## 水晶

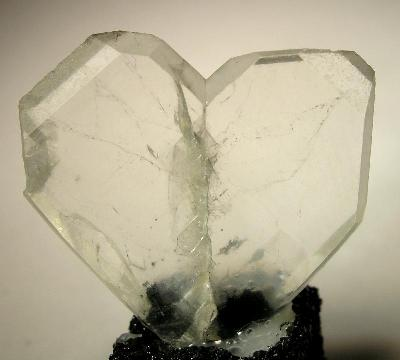
日本式双晶

この島で産出する水晶のうち、ハートのような形をしているものは日本式双晶と呼ばれる。現在は島内での水晶の採集は禁止されている。

## 施設

### 行政
- 五島市奈留支所

### 教育機関
- 長崎県立奈留高等学校
- 五島市立奈留小中学校

## 名所・観光スポット

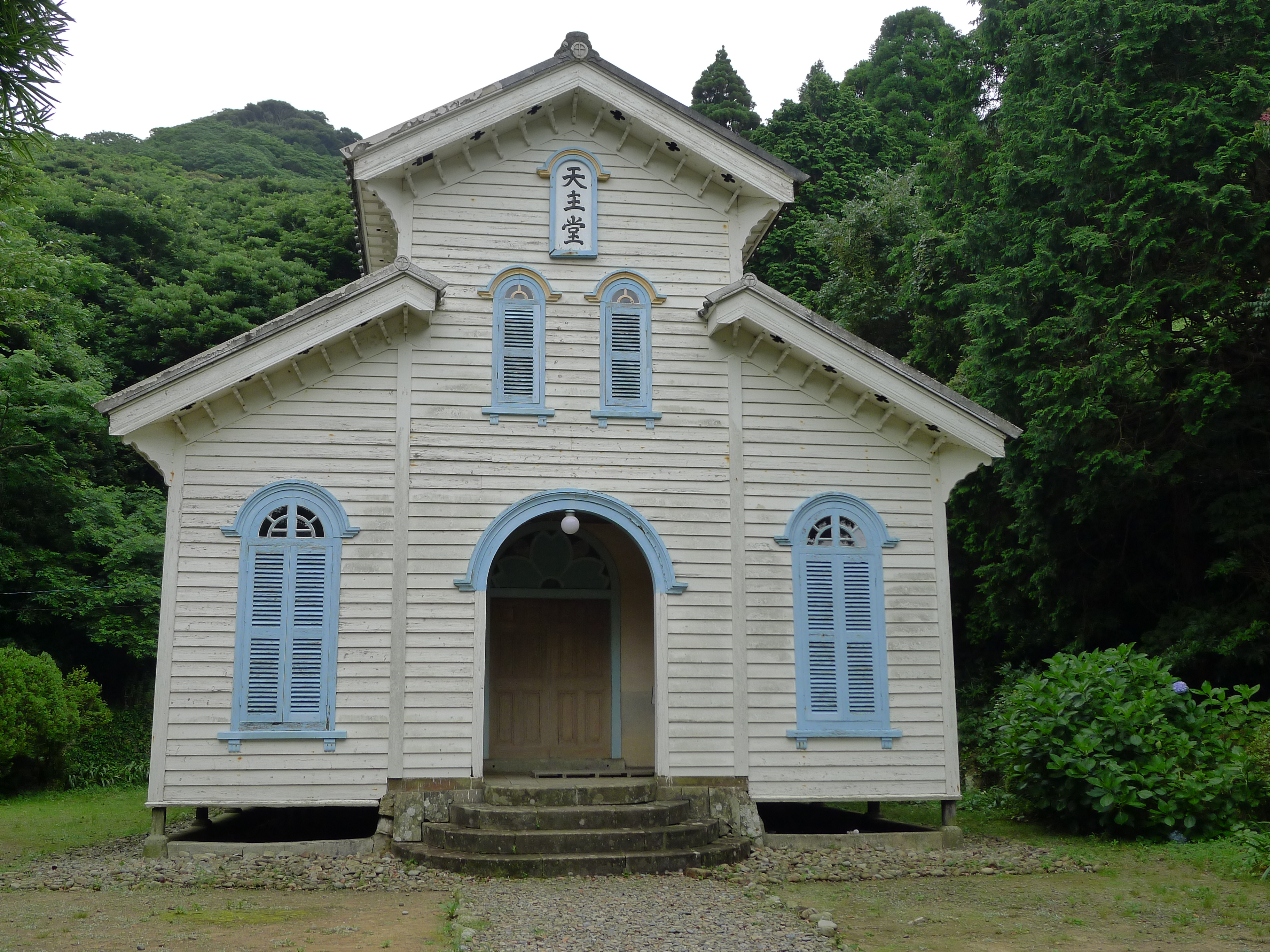
江上教会

- 江上教会 - 国の重要文化財。長崎の教会群とキリスト教関連遺産の一つ江上集落の構成要素として世界遺産暫定リストに掲載。
- ユーミン（松任谷由実）の歌碑「瞳を閉じて」 - 長崎県立奈留高等学校敷地内（校門横）にある。

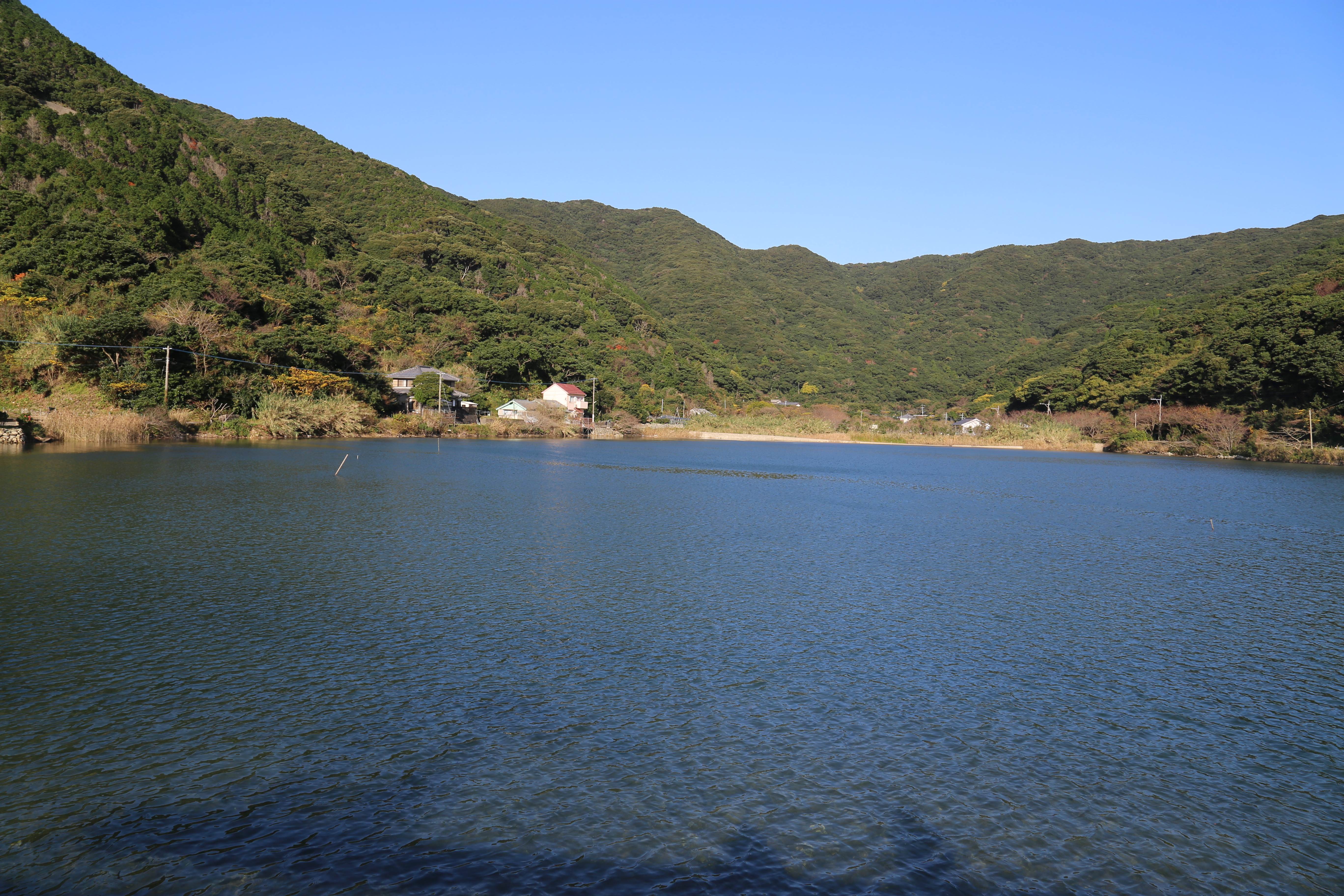
奈留島 汐池

- 奈留千畳敷
- 汐池神社（汐池は満潮時に海水が流入する）
- 阿古木 隠れキリシタンの里